# Жигамонт, Юрий Владимирович
Юрий Владимирович Жигамонт (бел. Юрый Уладзіміравіч Жыгамонт, родился 11 февраля 1968 в Демидове, Наровлянский район, Гомельская область) — белорусский актёр и телеведущий, известен благодаря своей авторской программе «Путешествия дилетанта».

## Биография
Уроженец Наровлянского района Гомельской области. Его предки проживали на Полесье, в Наровлянском крае. По своим воспоминаниям, в школу ходил за 10 километров, проезжая на велосипеде через лес. Окончил Минское строительное училище, отслужил в армии и устроился работать машинистом башенного крана, однако скоро уволился.
Поступил в Белорусский государственный театрально-художественный институт, окончил его в 1994 году, после чего работал в театре «Вольная сцена». Является актёром столичного Театра юного зрителя. Женат, воспитывает дочь.
Белорусскому телезрителю известен как автор телепередачи «Путешествия с Жигамонтом» (ранее — «Путешествия дилетанта») об истории разных городов и деревень Беларуси благодаря своему образу «дилетанта»: он появляется часто в шляпе, пальто, очках и шарфе, нося с собой зонтик и саквояж.
В 2015 году вел церемонию вручения премии "За свободу мысли".
Пародировался в шоу «Большая разница» в пародии на телеигру «Что? Где? Когда?»
Самыми любимыми книгами называет Библию и поэму «Новая земля» Якуба Коласа.
Телепередача «Новые путешествия дилетанта» упомянута в романе «Бывший сын» Саши Филипенко.

## Список работ

### Театр
- Маленький лорд Фаунтлерой — Ньюик
- Тарас на Парнасе — Северин, Зевс

### Кино
- 2012 — Выше неба

### Телевидение
- 2001—2016. — Путешествия дилетанта (с 2012 года выходит под названием «Новые путешествия дилетанта»). С 2016 года выходит только в интернете.

## Награды
23 мая 2012 указом министра культуры Республики Беларусь Павла Латушко Юрий Жигамонт был награждён нагрудным знаком Министерства культуры Республики Беларусь «За вклад в развитие культуры Беларуси».